# Limnonectes mawlyndipi
Espèce
Synonymes
- Rana mawlyndipi Chanda, 1990

Statut de conservation UICN

 DD  : Données insuffisantes
Limnonectes mawlyndipi est une espèce d'amphibiens de la famille des Dicroglossidae.

## Répartition
Cette espèce est endémique de l'État du Meghalaya en Inde. Elle se rencontre à environ 1 500 m d'altitude dans la chaîne des Khasi.
Sa présence est incertaine à Darjeeling.

## Étymologie
Son nom d'espèce lui a été donné en référence au lieu de sa découverte, Mawlyndip.

## Publication originale
- Chanda, 1990 : Rana mawlyndipi, a new frog (Ranidae) from Khasi hills, Meghalaya, India. Journal of the Bengal Natural History Society, New Series, vol. 9, p. 44-48.